# Зирокс 820
Зирокс 820 је професионални рачунар фирме Зирокс (Xerox) који је почео да се производи у САД током 1981. године.
Користио је Zilog Z80 A микропроцесорску јединицу а РАМ меморија рачунара је имала капацитет од 64 kb. 
Као оперативни систем кориштен је CP/ M 2.2.

## Детаљни подаци
Детаљнији подаци о рачунару 820 су дати у табели испод.
|                       |                                                                           |
| [ 1 ]                 |                                                                           |
| Произвођач            | Зирокс                                                                    |
| Тип                   | професионални рачунар                                                     |
| Меморија              | 64 kb                                                                     |
| Поријекло             | Сједињене Америчке Државе                                                 |
| Година                | 1981                                                                      |
| Тастатура             | AZERTY/QWERTY, тастатура са пуним помаком тастера са одвојеном тастатуром |
| Процесор              |                                                                           |
| Фреквенција процесора | 2,5 Mhz                                                                   |
| RAM                   | 64 kb                                                                     |
| ROM                   | од 4 kb до 8 kb                                                           |
| Текст                 | 80 x 24                                                                   |
| Графика               | непознато                                                                 |
| Боја                  | Црно-бијела, 12 инчни монитор                                             |
| Звук                  | непознато                                                                 |
| Димензије             | Главна јединица / монитор : 32,8 x 38,1 x 34,3 cm / 13,6 kg               |
| Портови               |                                                                           |
| Оперативни систем     |                                                                           |